# 2-й Житній провулок (Житомир)
2-й Житній провулок — провулок у Корольовському районі міста Житомира. 

## Характеристики
Розташований в центральній частині міста, в Старому місті, у кварталі, що утворений вулицями Київською, Гоголівською, Князів Острозьких та Хлібною. Г-подібний на плані. Бере початок від Хлібної вулиці, прямує на північний схід, повертає на південний схід та завершується глухим кутом біля прибудинкової території будинку № 3 по вулиці Гоголівській. 
Забудова провулка представлена переважно чотириповерховими багатоквартирними житловими будинками (1960-х рр. будівництва).

## Історичні відомості
Виник у 1960-х роках як внутріквартальний проїзд внаслідок реконструкції житлового кварталу під багатоповерхову забудову. Забудова провулка здійснювалася у 1960-х роках. До 1993 року був безіменним проїздом. У 1993 році провулок отримав назву 2-й Житній, у зв'язку з розташуванням неподалік Житнього ринку. Будівлі з сусідніх вулиць переадресовано до новоствореного провулка.     